# Lijst van voetbalinterlands Antigua en Barbuda - Aruba (vrouwen)
Deze lijst van voetbalinterlands is een overzicht van alle officiële voetbalinterlands tussen de nationale vrouwenteams van Antigua en Barbuda en Aruba. De landen hebben tot nu toe twee keer tegen elkaar gespeeld.

## Wedstrijden
| № | Plaats       | Datum          | Competitie                          | Wedstrijd                  | Uitslag |
| - | ------------ | -------------- | ----------------------------------- | -------------------------- | ------- |
| 1 | Saint John's | 25 mei 2014    | Caribbean Cup 2014 kwalificatie     | Antigua en Barbuda − Aruba | 1 − 0   |
| 2 | Couva        | 6 oktober 2019 | Olympische Spelen 2020 kwalificatie | Antigua en Barbuda − Aruba | 2 − 1   |

## Samenvatting
| Competitie                     | Totaal gespeeld | Winst Antigua en Barbuda | Gelijk | Winst Aruba | Doelsaldo Antigua en Barbuda – Aruba |
| ------------------------------ | --------------- | ------------------------ | ------ | ----------- | ------------------------------------ |
| Olympische Spelen kwalificatie | 1               | 1                        | 0      | 0           | 2 − 1                                |
| Caribbean Cup kwalificatie     | 1               | 1                        | 0      | 0           | 1 − 0                                |
| Totaal                         | 2               | 2                        | 0      | 0           | 3 − 1                                |